# Zodarion bicoloripes
Zodarion bicoloripes là một loài nhện trong họ Zodariidae.
Loài này thuộc chi Zodarion. Zodarion bicoloripes được J. Denis miêu tả năm 1959.